# Sirocco (película)

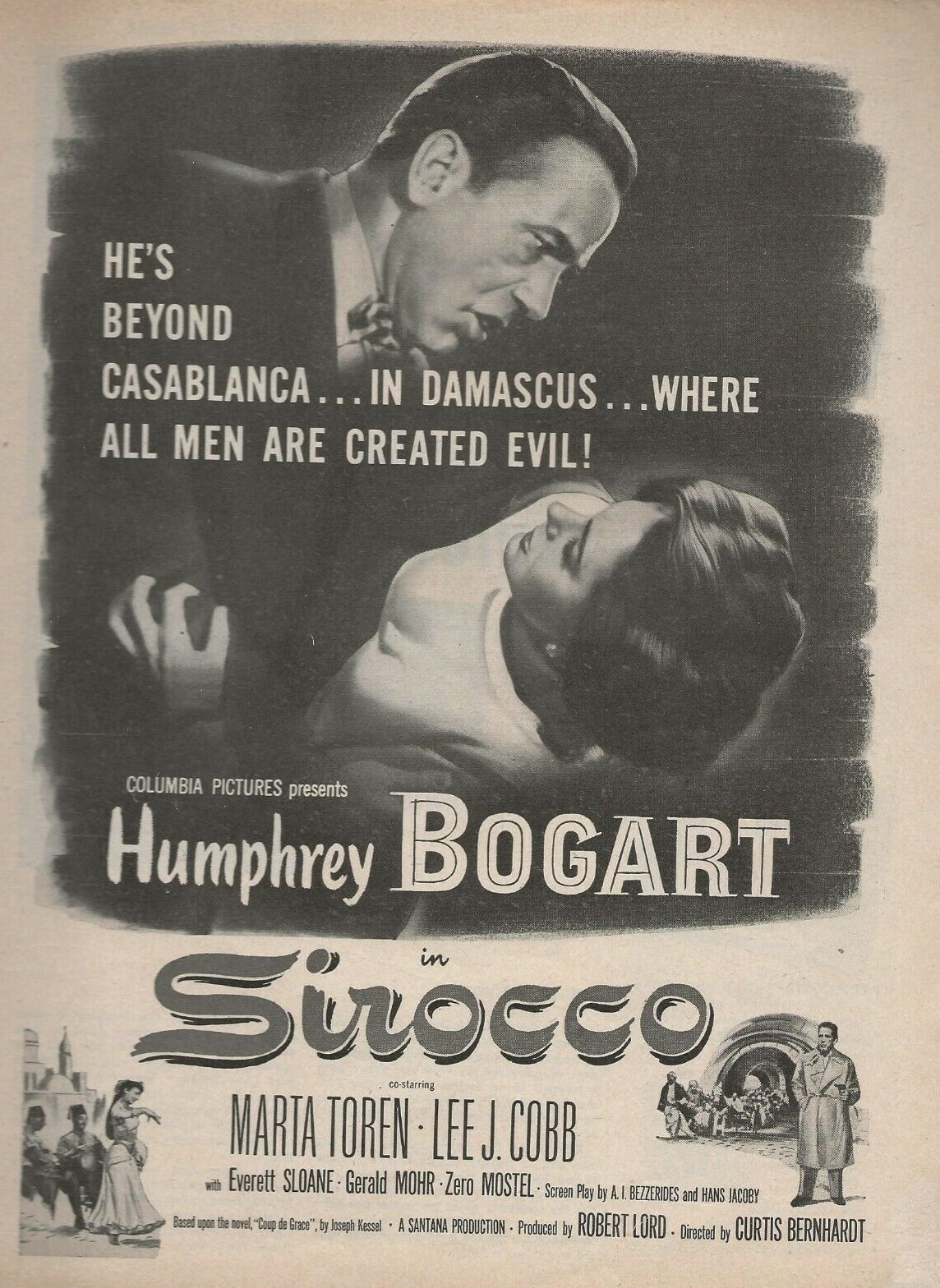
Póster de la película Sirocco

Sirocco es una película noir estadounidense de 1951 dirigida por Curtis Bernhardt y escrita por A.I. Bezzerides y Hans Jacoby sobre la novela Golpe de gracia de Joseph Kessel. Está protagonizada por Humphrey Bogart, Märta Torén y Lee J. Cobb, entre otros.

## Argumento
Damasco, 1925, los sirios están comprometidos en una guerra de guerrillas contra el mandato francés de Siria. Harry Smith (Humphrey Bogart) es un americano amoral que gana dinero vendiéndoles armas. Cuando la situación se deteriora, el general francés LaSalle (Everett Sloane) ordena que algunos civiles sean ejecutados cada vez que haya un atentado, pero su jefe de inteligencia militar, el coronel Feroud (Lee J. Cobb), le persuade para que cambie el plan. Feroud negocia con el dirigente rebelde Emir Hassan (Onslow Stevens). LaSalle, a regañadientes, le deja intentar arreglar una reunión, pero no permite que Feroud contacte directamente, cosa que le salva la vida.
Para complicar el asunto, Harry se siente atraído por Violetta (Märta Torén), que está con Feroud.
Feroud descubre el tráfico de armas de Harry y Violetta le suplica que huyan a El Cairo.
Para evitar la pena de muerte, Harry promete ayudar a Feroud a encontrar el escondite de Hassan.

## Reparto
- Humphrey Bogart es Harry Smith.
- Märta Torén es Violetta.
- Lee J. Cobb es el coronel Feroud.
- Everett Sloane es el general LaSalle.
- Gerald Mohr es el mayor Jean Leon.
- Zero Mostel es Balukjiaan.
- Nick Dennis es Nasir Aboud, el ayudante de Harry.
- Onslow Stevens es Emir Hassan.
- Ludwig Donath es el dueño del hotel de mala muerte.
- David Bond es Achmet.
- Vincent Renno es Arthur.

## Recepción crítica
Bosley Crowther masacró la película, calificándola de «cuento torpe donde no se ve Damasco por ninguna parte».
Leonard Maltin le dio a la película una crítica mixta, ya que, aunque le parece una copia barata de Casablanca opina que los actores secundarios Zero Mostel, Gerald Mohr y Nick Dennis y el director Curtis Bernhardt salvan la función